# Église Saint-Martin de Saint-Dié-des-Vosges
Pour les articles homonymes, voir Église Saint-Martin.
L'église Saint-Martin de Saint-Dié-des-Vosges est un édifice catholique de style néo-roman en grès rose des Vosges.

## Histoire

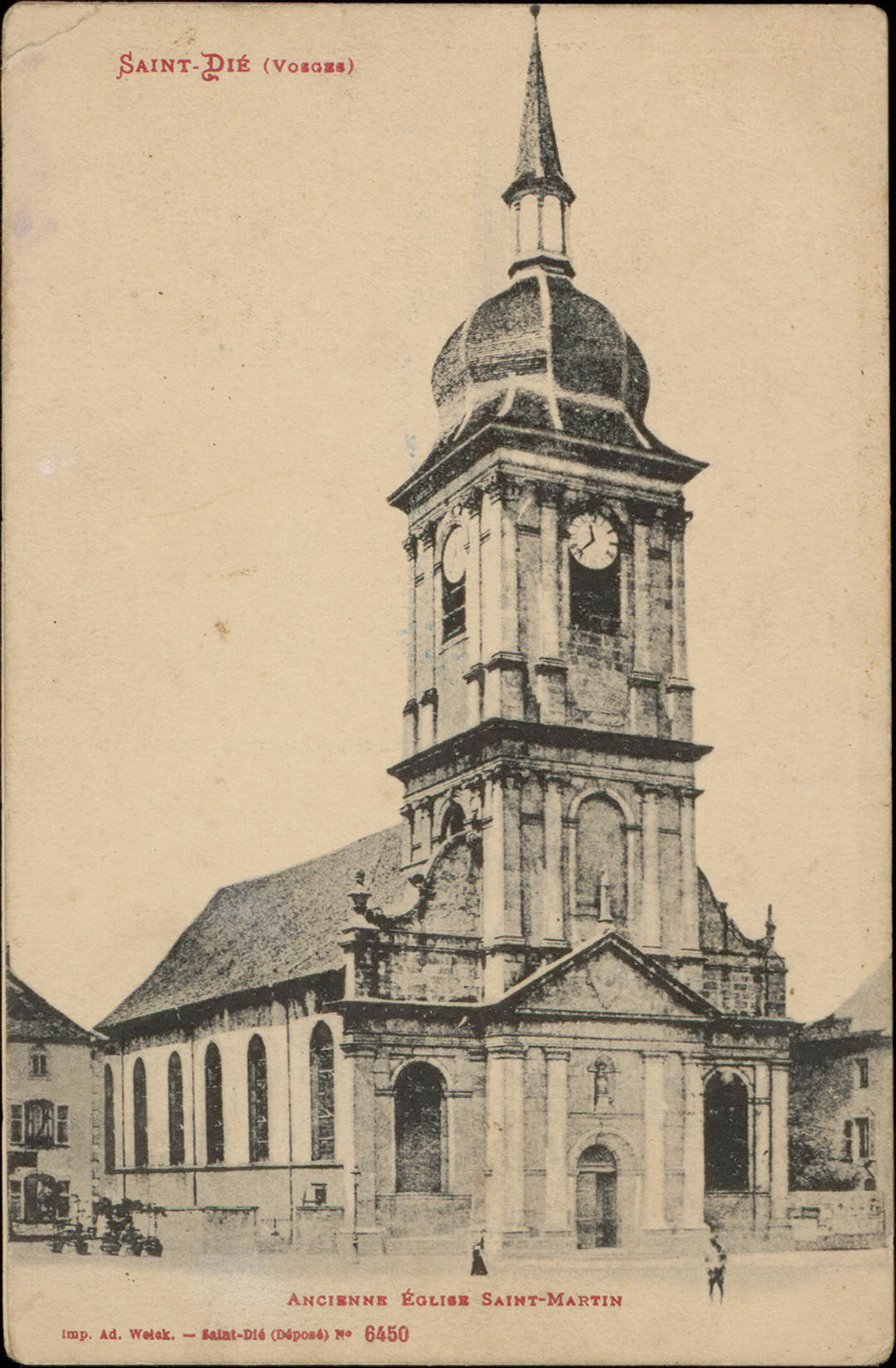
Ancienne église Saint-Martin (carte postale A. Weick).

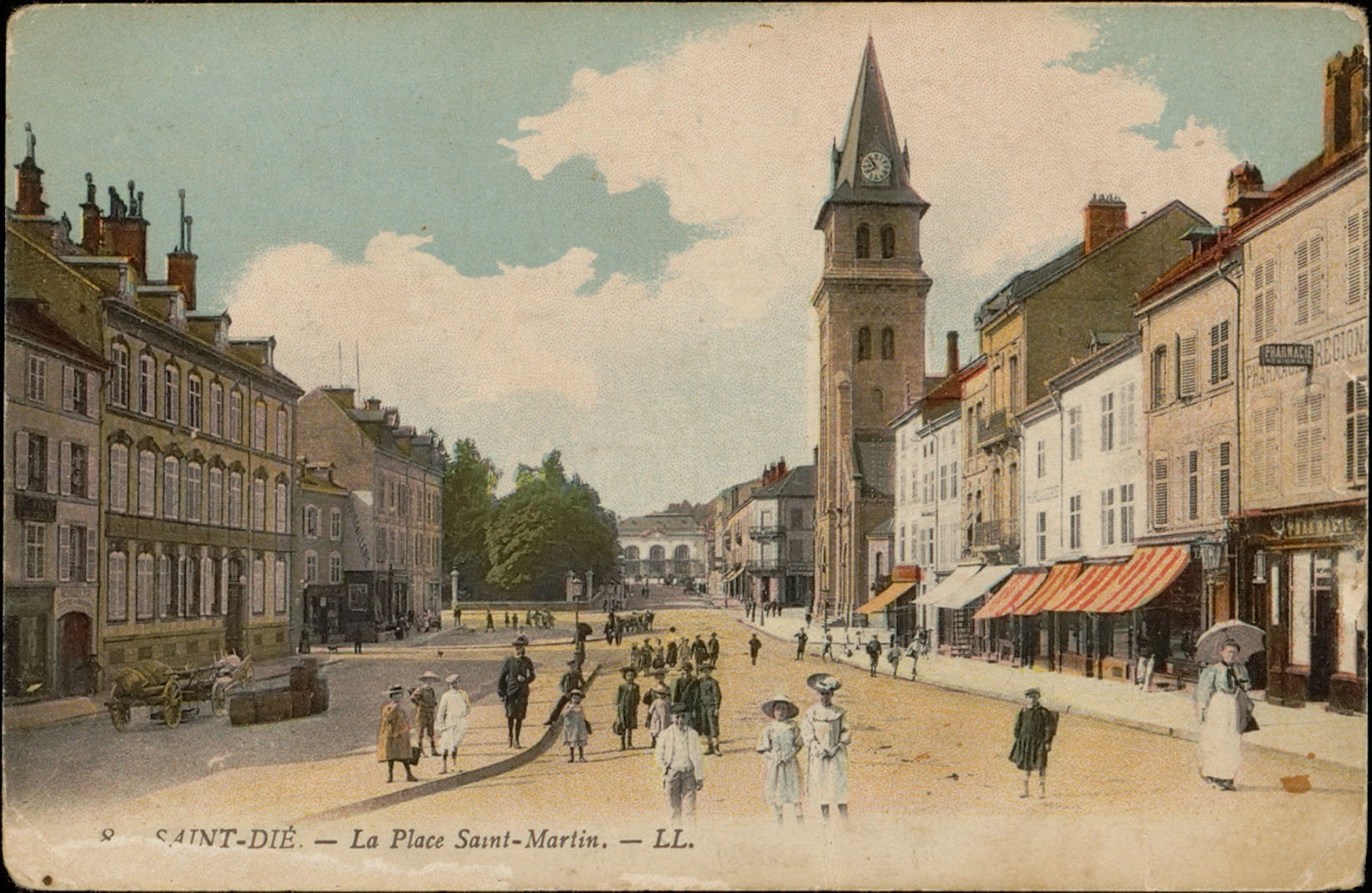
Vue historique de la place Saint-Martin (Léon & Lévy).

Le faubourg Saint-Martin de Saint-Dié se trouvait de l'autre côté de la Meurthe par rapport au centre historique de la ville et à sa cathédrale. Il tire son nom du vocable de sa première église paroissiale, qui n'était autre que la chapelle du Petit-Saint-Dié fondée par Déodat. Celle-ci ayant finalement été jugée trop exiguë, vétuste et éloignée, les paroissiens obtinrent la construction d'une nouvelle église, qui fut livrée au culte en 1728.
L'église de 1728 ayant été ravagée par un incendie, elle fut reconstruite et remplacée par l'édifice actuel, conçu en 1896 par l'architecte parisien Charles Heubès et inauguré en 1902.
Le bâtiment est demeuré fermé au public entre 2019 et 2021 en vue de réaliser d'importants travaux de restauration de la toiture, de l'orgue, des cloches et des vitraux. L'église est rouverte aux fidèles depuis les fêtes de Pâques 2021.

## Architecture
C'est un édifice basilical de plan cruciforme.

## Personnalité liée à la paroisse
- Florian Jean Baptiste Demange (1875-1938), missionnaire catholique en Corée du Sud et évêque de Taegu.